# Rue Nicolas
La rue Nicolas est une voie du 20e arrondissement de Paris, en France.

## Situation et accès
La rue Nicolas est une voie située dans le 20e arrondissement de Paris. Elle débute au 139, boulevard Davout et se termine en impasse.

## Origine du nom

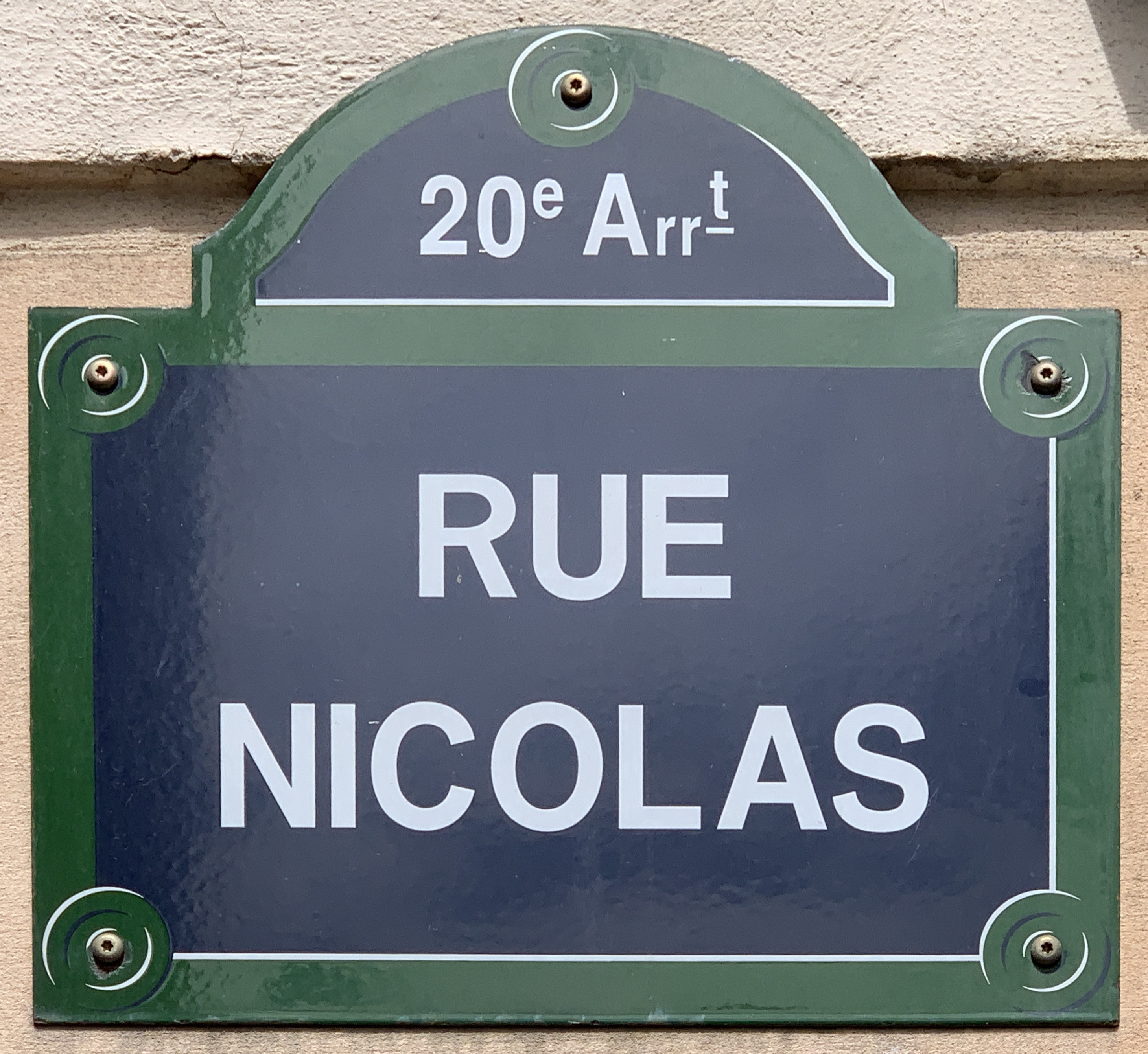
Plaque de la rue.

Cette voie tire son nom de celui du propriétaire des terrains sur lesquels elle a été ouverte.

## Historique
La rue est créée sous sa dénomination actuelle en 1912.
Elle a été inscrite dans le Grand projet de renouvellement urbain (GPRU) de la ZAC Saint-Blaise.